# Таден (Франция)
Таде́н (фр. , брет. и галло Taden) — коммуна во Франции, находится в регионе Бретань. Департамент — Кот-д’Армор. Входит в состав кантона Плелен-Тригаву. Округ коммуны — Динан.
Код INSEE коммуны — 22339.

## География
Коммуна расположена приблизительно в 330 км к западу от Парижа, в 50 км северо-западнее Ренна, в 55 км к востоку от Сен-Бриё.
Вдоль восточной границы коммуны протекает река Ранс.

## Население
Население коммуны на 2016 год составляло 2408 человек.
| 1962 | 1968 | 1975 | 1982 | 1990 | 1999 | 2008 | 2016 |
| ---- | ---- | ---- | ---- | ---- | ---- | ---- | ---- |
| 1032 | 1175 | 1508 | 1616 | 1698 | 1741 | 2330 | 2408 |

## Администрация
| Период | Период | Фамилия          | Партия                         | Примечания                            |
| ------ | ------ | ---------------- | ------------------------------ | ------------------------------------- |
| 1970   | 1995   | Андре Гриньон    | Союз за французскую демократию | член генерального совета департамента |
| 1995   | 2014   | Бертран Клодвиль | Союз за народное движение      | пенсионер                             |
| 2014   |        | Эвелин Торё      | Разные левые                   | пенсионер                             |

## Экономика
В 2007 году среди 1239 человек в трудоспособном возрасте (15—64 лет) 913 были экономически активными, 326 — неактивными (показатель активности — 73,7 %, в 1999 году было 69,6 %). Из 913 активных работали 844 человека (443 мужчины и 401 женщина), безработных было 69 (32 мужчины и 37 женщин). Среди 326 неактивных 94 человека были учениками или студентами, 137 — пенсионерами, 95 были неактивными по другим причинам.

## Достопримечательности
- Церковь Сен-Пьер (XIV век). Исторический памятник с 2012 года[3]
  - Потир (XVII век). Исторический памятник с 1968 года[4]
- Замок Коннине (XV век). Исторический памятник с 1926 года[5]
- Руины замка Гарей (XVI век). Исторический памятник с 1920 года[6]
- Усадьба Гран-Кур (XIV век). Исторический памятник с 1993 года[7]